# Acianthera papillosa
Acianthera papillosa  es una especie de orquídea epifita originaria de  Brasil donde se encuentra en la Mata Atlántica.

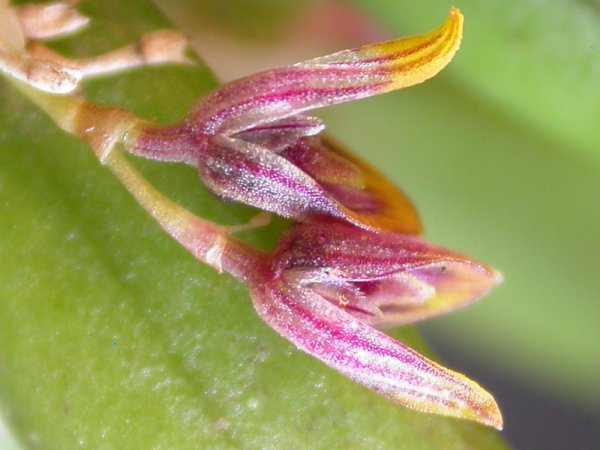
Detalle de la flor

## Taxonomía
Acianthera papillosa fue descrita por (Lindl.) Pridgeon & M.W.Chase  y publicado en Lindleyana 16(4): 245. 2001.
Etimología
Acianthera: nombre genérico que es una referencia a la posición de las anteras de algunas de sus especies.
papillosa: epíteto latino que significa "con papilas".
Sinonimia
- Humboltia papillosa (Lindl.) Kuntze
- Pleurothallis papillosa Lindl.[5][6]